# Jef Van Extergem
Jef van Extergem (Tirlemont, le 18 février 1898 - Ellrich, mars 1945) est un homme politique communiste belge flamand, qui lia la lutte de classe avec les idées du Mouvement flamand.

## Biographie
Adolescent, il devient membre du Socialistische Jonge Wacht (Jeune garde socialiste). À 18 ans il devient rédacteur en chef du magazine De Socialistische Vlaming (Le Flamand socialiste), engagé pour un socialisme militant et une Flandre indépendante.
En 1920 il est condamné à 20 ans d'emprisonnement, mais finalement libéré l'année suivante à condition de ne plus s'engager dans des activités politiques.
Il est de nouveau incarcéré de 1925 à 1928.
Le 24 janvier 1937, il crée avec d'autres militants le VKP - Vlaamse Kommunistische Partij (Parti communiste flamand).
Il est arrêté en 1943 par la Gestapo, enfermé dans le fort de Breendonk, et meurt en Allemagne dans le camp de concentration d'Ellrich en 1945.

## Littérature
- 1983 Jef Van Extergem en de Vlaamse Beweging (Ed.: Soethoudt & Codoor) - Christian DUTOIT.